# Agnolo Firenzuola
Agnolo Firenzuola (Florència, 28 de setembre de 1493 - Prato, 27 de juny de 1543) fou un poeta, erudit i traductor. Va publicar diversos escrits, entre altres :
- Ase d'or, traducció lliure del llibre d'Apuleu.
- Regionamenti d'amore, una imitació del Decameró: trenta-sis contes distribuïts en sis dies; però només n'escriví la introducció, el primer dia i dos contes del segon.
- Discours des animaux, imitació dels contes orientals.
- Entretien d'amour.
- Nouvelles.
- Dialogues sur les beautés des dames.